# Can Framis Museum
Het Can Framis Museum is een in 2009 door de organisatie Fundació Vila Casas opgericht kunstcentrum in Barcelona, gewijd aan de bevordering van de hedendaagse Catalaanse schilderkunst. Het is ondergebracht in het oude fabriekscomplex Can Framis. Het museum toont meer dan 250 schilderijen van de jaren zestig tot nu gemaakt door kunstenaars geboren of woonachtig in Catalonië. Naast de "vaste collectie" die is verdeeld over drie verdiepingen, heeft het Can Framis Museum ook een ruimte gewijd aan tijdelijke tentoonstellingen (Espai Aø). De vaste collectie wordt regelmatig vernieuwd en elke drie maanden worden twee nieuwe tijdelijke tentoonstellingen geopend.

## Het ɡebouw
Het Can Framis Museum werd geopend in de Carrer (straat) de Roc Boronat, in het district 22@ in het oostelijk stadsdeel Sant Martí van Barcelona, op 27 april 2009. 
Het museum is gevestigd in een oude textielfabriek uit de 18e eeuw die oorspronkelijk eigendom was van de familie Framis. In de loop der jaren raakte het in onbruik en werd een industrieel monument.
De renovatie werd geregisseerd door de architect Jordi Badia. Dit project bestond uit het herstellen van twee huidige fabrieksgebouwen en deze te verbinden door een nieuw gebouw, zodat samen met een vroeger pakhuis een grote binnenplaats ontstond. Op dit plein werd een sculptuur van Jaume Plensa geplaatst: Dell'Arte (1990), een schenking van de Fundació Vila Casas aan de stad Barcelona in 2012.
Het project werd uitgevoerd in beton om het in lijn te houden met de reeds bestaande structuur. Aan de buitenkant sluit de kalkmortel aan bij het reeds bestaande beton en bij de nieuwe gebouwen is het beton bloot gelaten. De gevel is in de loop van de tijd tot een collage geworden van texturen, nissen en bekledingen waarin de verschillende periodes uit de geschiedenis van het gebouw worden weergegeven. Het Can Framis Museum ligt op 1,5 meter onder het straatniveau. Het wegdek is bedekt met klimop en andere planten. Het museum wordt omringd door witte populieren en eiken.
Binnen is het museum verdeeld in 36 zalen en er is een lift.
Het gebouw heeft een vloeroppervlakte van 5800 m², waarvan 3400 m² bruikbaar is voor tentoonstellingen. Het gebouw kreeg verschillende prijzen:

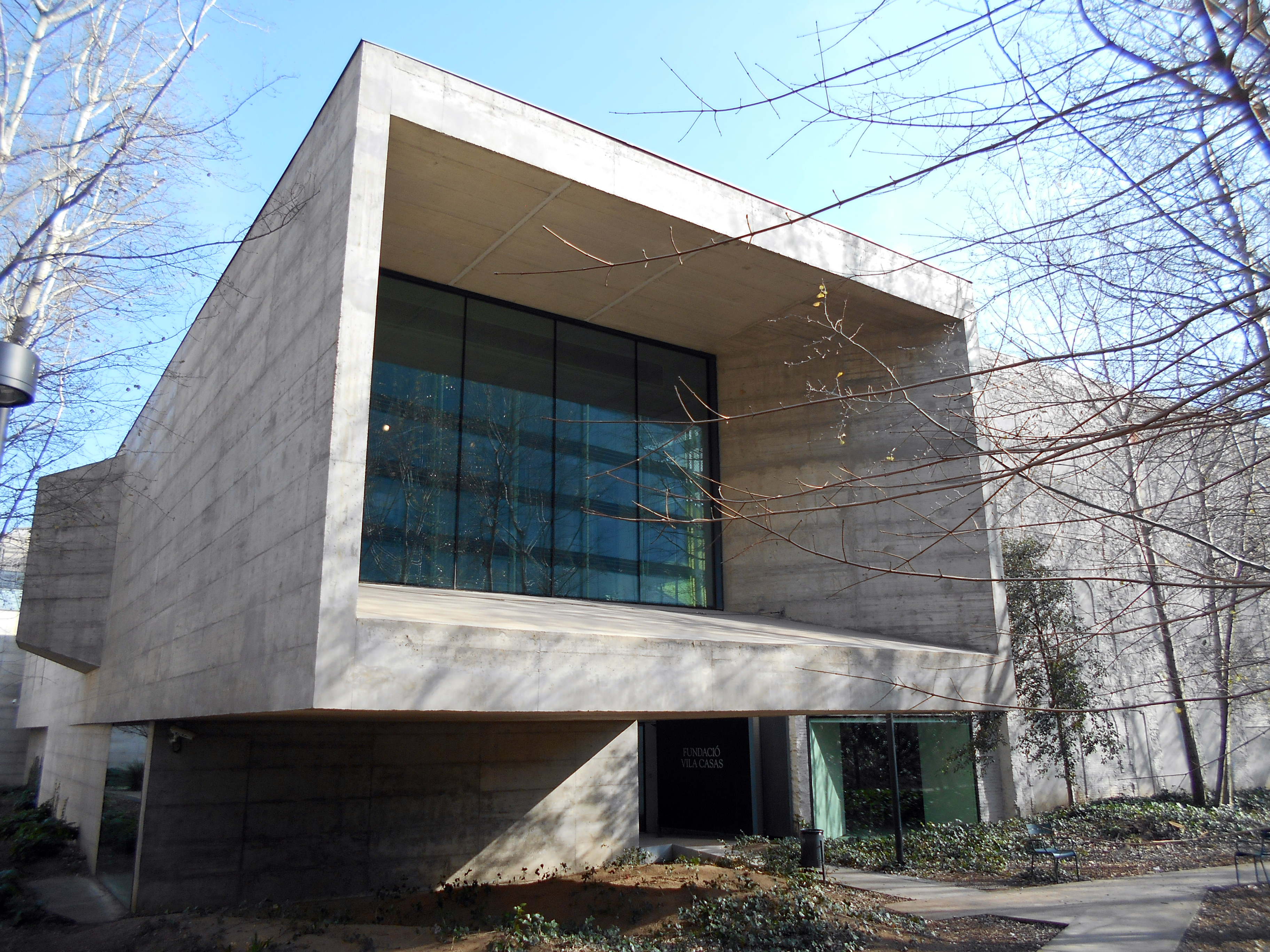
Zijaanzicht van de Can Framis Museum aan de Carrer de Roc Boronat.
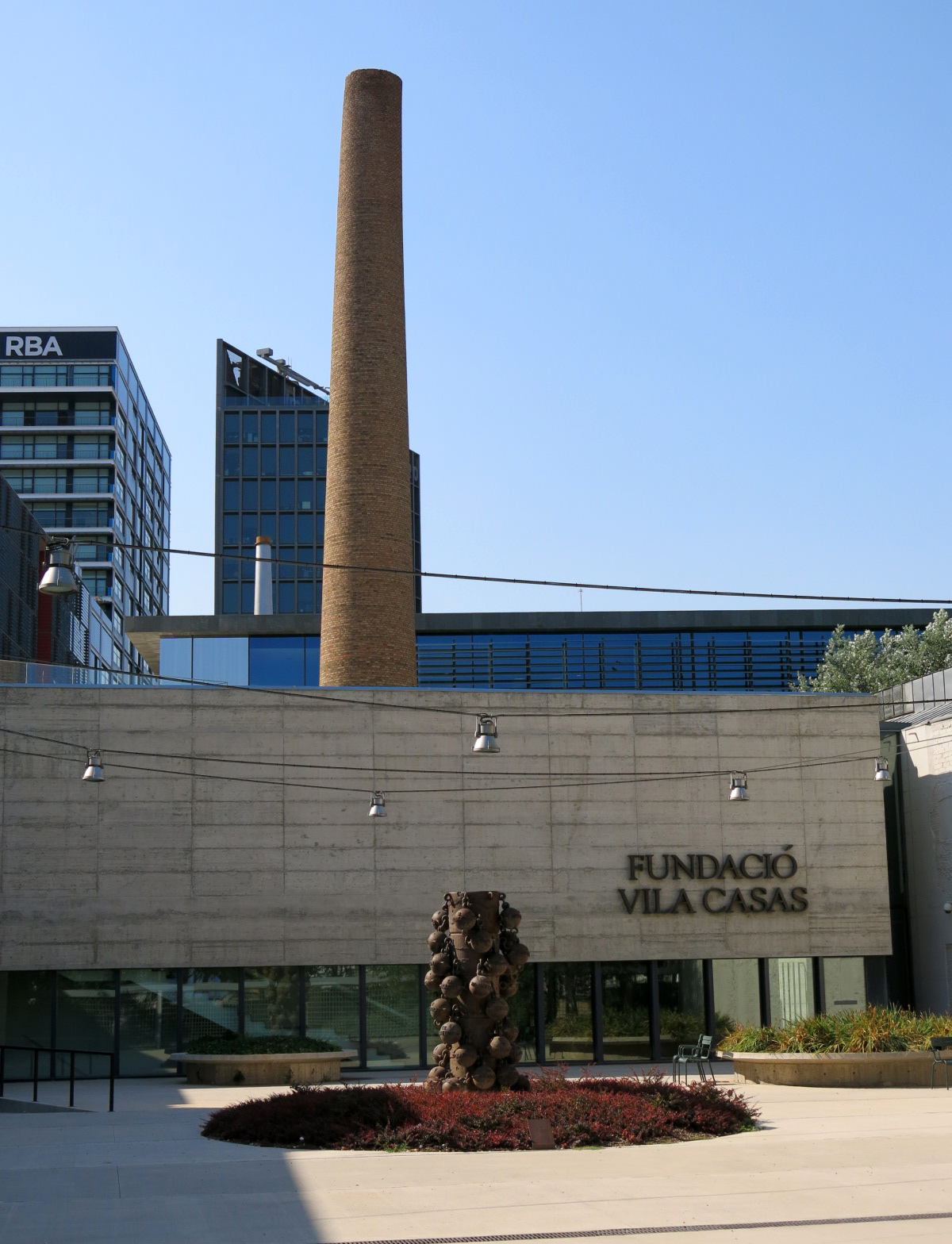
Het Can Framis Museum
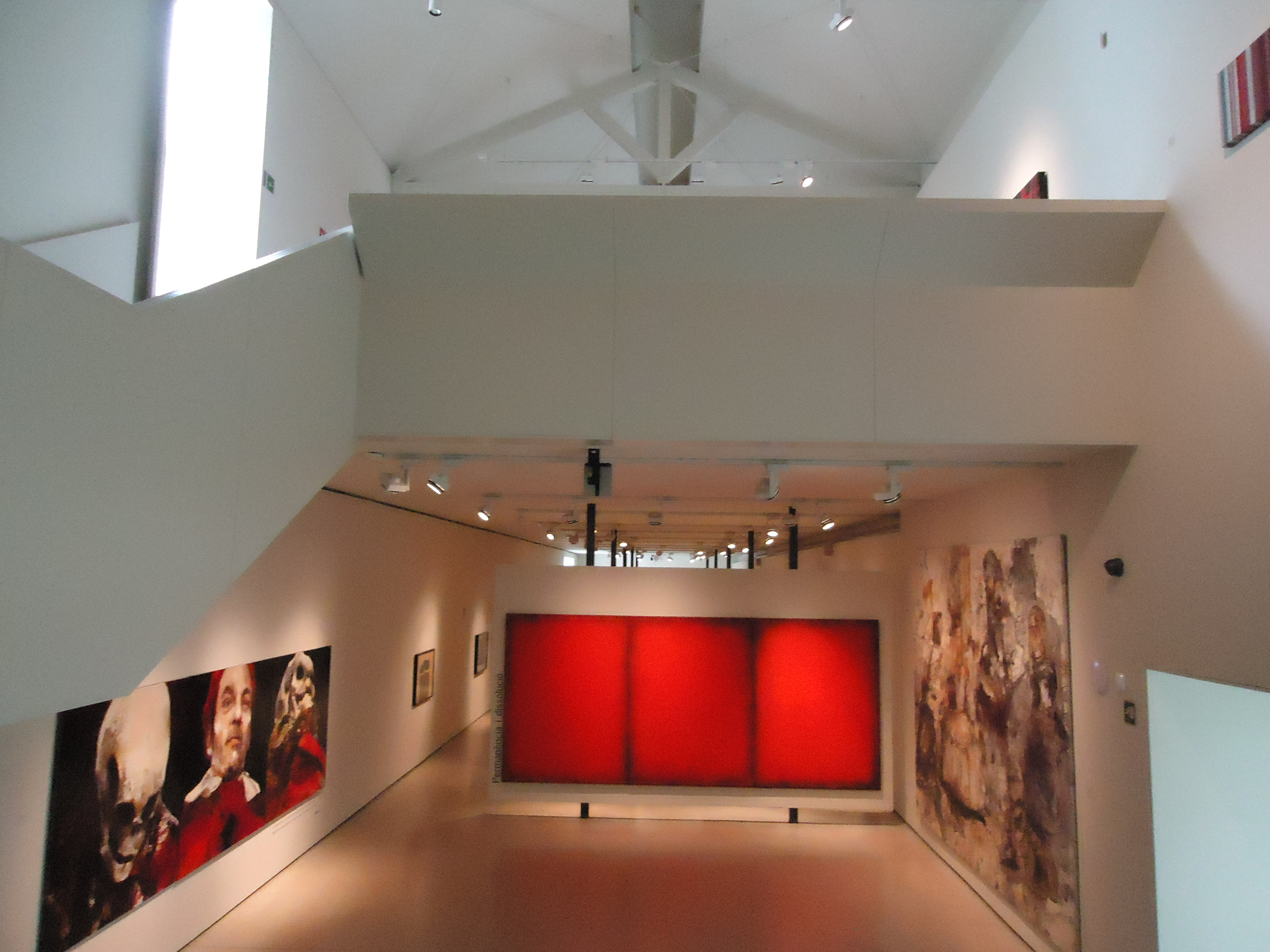
Zicht op Waar ben je, Kafka? Waar ben je,  Malevich? op de begane grond (2013-2014).
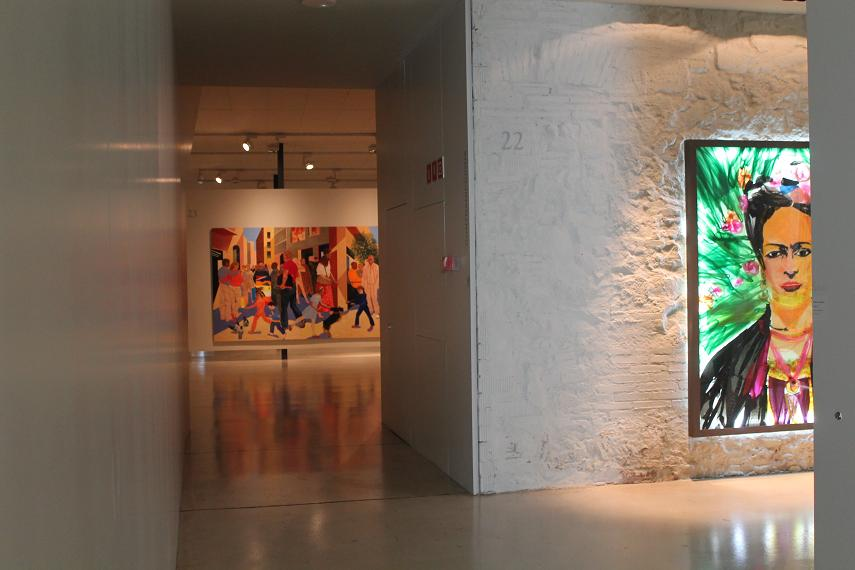
Zicht op Monoloog, dialoog en concept op de eerste verdieping (2014-2016).
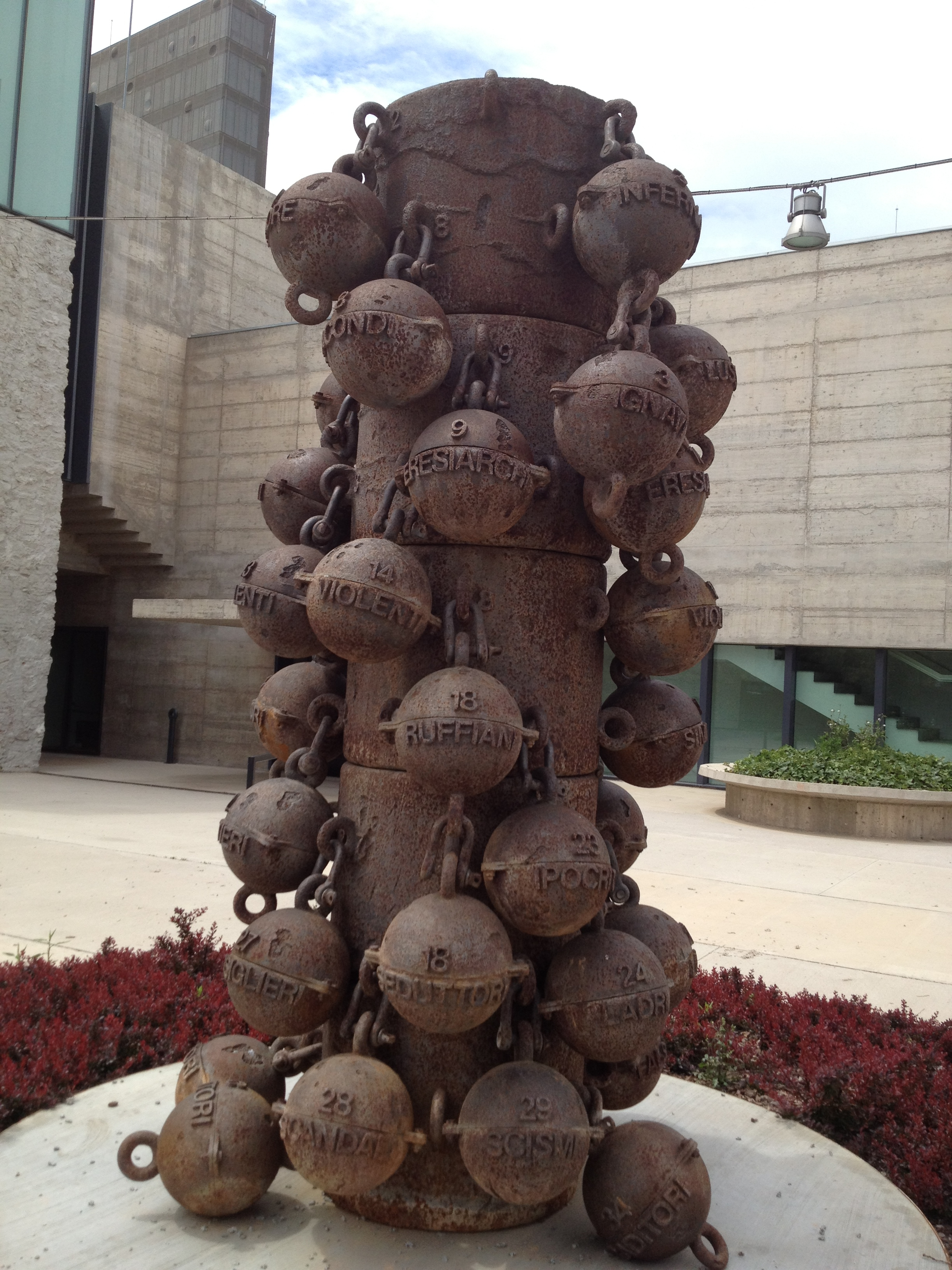
Dell'Arte door Jaume Plensa, deze sculptuur geeft de zonden uit Dante's Inferno (De goddelijke komedie) weer.